# Паоло Лучо Анефесто
Паоло Лучо Анефесто или Паолучо (латински: Anafestus Paulucius ili Paulicius) по предању био је први млетачки дужд. Био је племић Ереклее, а 697. године постао је Magister militum целе лагуне. Његов долазак на власт требало је да оконча сукобе међу трибунима, да би могли да се бране од Словена и Лангобарда. После његове смрти 717. године дуждеви су под сталним надзором Византије.